# Andeville
Andeville é uma comuna francesa na região administrativa de Altos da França, no departamento de Oise. Estende-se por uma área de 4.17 km². Em 2010 a comuna tinha 3 341 habitantes (densidade: 801,2 hab./km²).